# Торосозеро (озеро, Медвежьегорский район)
Торосозеро — пресноводное озеро на территории Чёбинского сельского поселения Медвежьегорского района Республики Карелии.

## Общие сведения
Площадь озера — 2,1 км². Располагается на высоте 161 метров над уровнем моря.
Форма озера продолговатая: оно более чем на два километра вытянуто с северо-запада на юго-восток. Берега несильно изрезанные, каменисто-песчаные, местами заболоченные.
С западной стороны озера вытекает безымянная протока, впадающая в Пунозеро, откуда вытекает протока Семча, впадающая с правого берега в реку Семчу, которая, в свою очередь, впадает в реку Суну.
Рыба: щука, плотва, окунь, налим, ёрш.
Северо-западную оконечность Торосозера огибает шоссе 86К-14 («Суоярви — Юстозеро — (через Поросозеро) — Медвежьегорск»).
Населённые пункты вблизи водоёма отсутствуют.
Код объекта в государственном водном реестре — 01040100211102000018149.